# 나고야 TV탑

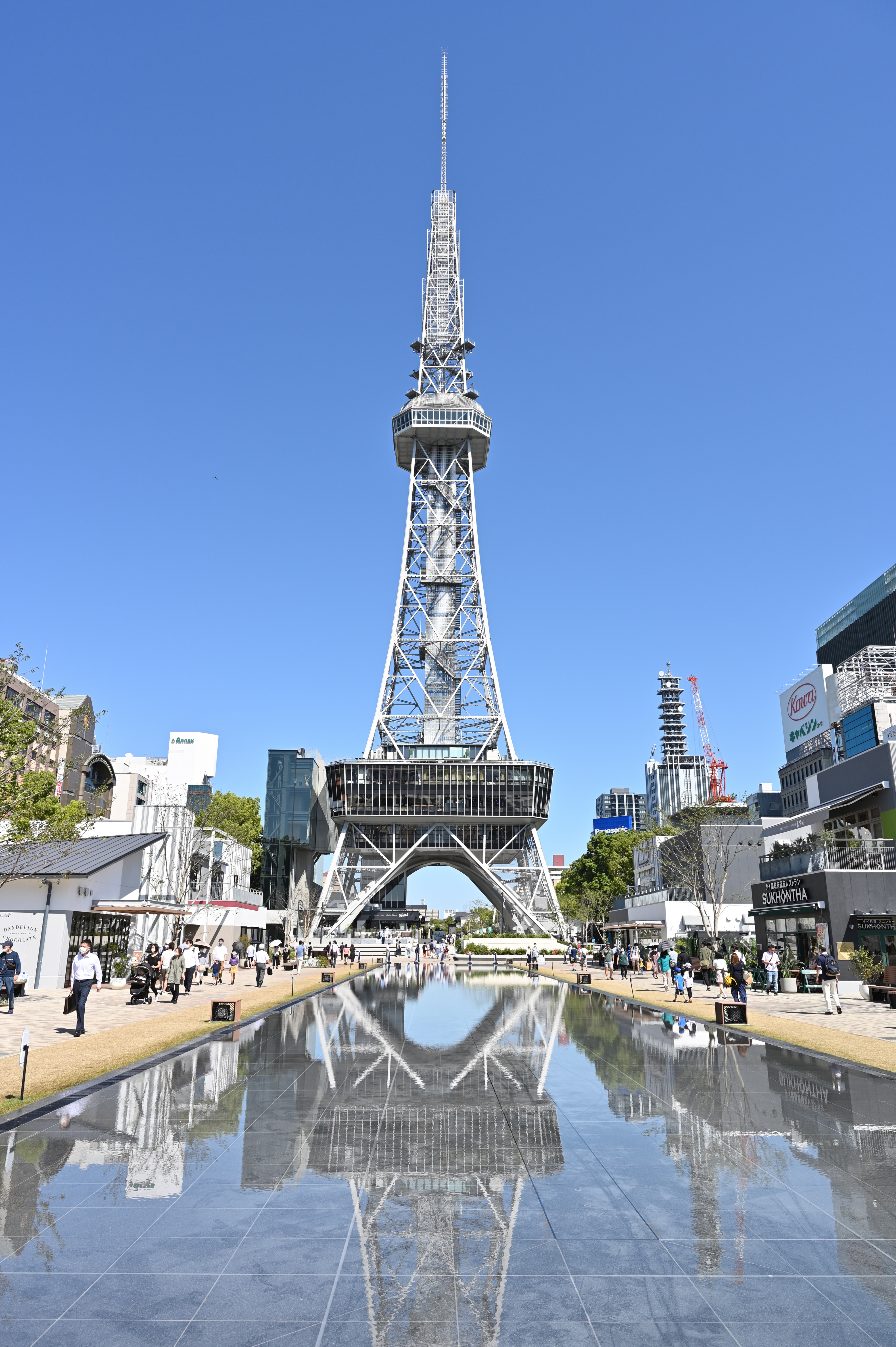
나고야 TV탑

나고야 TV탑(일본어: 名古屋テレビ塔 나고야 테레비토우[*])는 아이치현 나고야시 나카구 히사야오도리 공원에 위치한 방송탑이다. 방송탑과 전망대 기능을 겸한 철탑으로서는 일본에서 최초로 지어져 2005년 방송탑으로서는 일본 최초로 등록 유형 문화재가 되었다. 1954년에 준공되었으며, 높이는 180m이다.

## 같이 보기
- 일본의 마천루 목록